# فاتن مؤمن
فاتن مؤمن ‏ (القرن 20 - ) عالمة قراديات من مصر.